# Manuel Marulanda Vélez
Pedro Antonio Marín Marín, conocido por sus alias de Manuel Marulanda Vélez y Tirofijo (Génova, Colombia, 13 de mayo de 1930-26 de marzo de 2008, Meta, Colombia), fue un campesino y guerrillero comunista colombiano. Fue cofundador y cabeza del secretariado de la guerrilla de las Fuerzas Armadas Revolucionarias de Colombia - Ejército del Pueblo (FARC-EP) desde su fundación en 1964 hasta su muerte en el 2008.
Fue considerado como el guerrillero más veterano del mundo y de su tiempo, se cree que murió de causas naturales en 2008.
Su primer alias, 'Tirofijo', le fue otorgado debido a que era un hábil tirador desde sus inicios como guerrillero, mientras que el de 'Manuel Marulanda Vélez' proviene de un antiguo líder comunista asesinado durante La Violencia y que adoptó como homenaje.
Cofundó con alias Jacobo Arenas la guerrilla de las FARC-EP, organización parte del Conflicto armado interno en Colombia desde 1964, hasta el Acuerdo de paz entre el gobierno colombiano y las FARC-EP en 2016. Como máximo comandante de las FARC-EP se le adjudican hurtos, lesiones personales, asesinatos, secuestros, masacres, atentados terroristas y otras acciones en la guerra contra el gobierno colombiano.

## Biografía

### Primeros años
Pedro Antonio Marín Marín nació en Génova, en ese entonces, municipio del departamento de Caldas (actualmente pertenece al departamento del Quindío). Existe controversia sobre su fecha de nacimiento, y no está claro si tuvo lugar en mayo de 1928 o de 1930. Era hijo de campesinos que vivían en Ceilán (Valle del Cauca). Su padre era Pedro Pablo Marín Quiceno y su madre era Rosa Adelia Marín Gallego y su padrastro Ramiro Betancourt. Sus hermanos eran Rosa Helena, Jesús Antonio, Obdulia y Rosa María. Su abuelo Ángel Marín, antioqueño de tendencias liberales, fue combatiente en la Guerra de los Mil Días. Marín cursó hasta quinto de primaria en la escuela. A los 13 años se fue de casa.

### La Violencia
Marín trabajó como expendedor de carne, panadero, vendedor de dulces, constructor, tendero y comerciante. Como seguidor de liberales, Marín aparentemente habría participado en las revueltas del Bogotazo en 1948, luego del asesinato del líder liberal Jorge Eliécer Gaitán, se recrudeció una ola de represión y violencia bipartidista conocida como La Violencia, dentro de la cual muchos campesinos liberales y comunistas crearon autodefensas armadas para protegerse de las acciones de los conservadores conocidos como 'chulavitas' o 'pájaros' y del Ejército Nacional, estas autodefensas se dividirán después entre liberales 'limpios' y comunistas 'comunes'. Marín se habría unido a las guerrillas liberales luego de presenciar una masacre en Ceilán (Valle del Cauca) en la cual los "pájaros" conservadores asesinaron a 150 liberales.

#### Alias Manuel Marulanda
En 1950, por única vez, Marín compareció ante un despacho judicial. Marín tomaría el alias de Manuel Marulanda Vélez como homenaje a un líder comunista asesinado en Bogotá, durante La violencia en 1951 por el Servicio de Inteligencia Colombiano durante el gobierno de Laureano Gómez (1950-1951). Durante el gobierno de Roberto Urdaneta (1951-1953) Participa inicialmente del lado de las guerrillas liberales de Gerardo Loaiza y después al separarse entre limpios y comunes en el denominado comando del Davis, forma autodefensas comunistas junto a Jacobo Prías Álape 'Charro Negro' entre otros al Sur del Tolima.
Estas agrupaciones se desmovilizaron durante la amnistía decretada por el gobierno de Gustavo Rojas Pinilla (1954-1957). Marulanda fue inspector de obras en Gaitania y Planadas (Tolima). Con alguna formación política, se dedicó a organizar a los campesinos, demandando del gobierno central obras comunitarias, como caminos, puentes, puestos de salud y créditos blandos.

### Conflicto armado en el Frente Nacional

#### Gobierno de Alberto Lleras Camargo
Pactado e iniciado el Frente Nacional, entre liberales y conservadores, con el gobierno de Alberto Lleras Camargo (1958-1962) estas comunidades rurales armadas ya habían tomado un carácter más autónomo y de una tendencia ideológica más cercana al comunismo agrario, de ahí que desde la izquierda algunos las llaman "zonas liberadas", se mantuvo en el país una tensa paz entre 1958 y 1960, producto de las Autodefensas Campesinas del Sur del Tolima que silenciaron sus armas, pero se habían negado a entregarlas argumentando desconfianza hacia esta alianza bipartidista. 
El 11 de enero de 1960 asesinado el líder comunista Jacobo Prías Alape ‘Charro Negro’ quien había sido beneficiado por la amnistía de Rojas Pinilla (Considerado el inicio del Conflicto armado interno en Colombia) en Gaitania (Tolima). Marulanda viajó a Neiva y a Ibagué a denunciar el asesinato. La respuesta del Ejército Nacional fue clara: "Ya vamos para allá a imponer orden". Marulanda entendió el mensaje y, de regreso a Gaitania, reorganizó sus hombres, dejando abandonadas las herramientas de trabajo para volver a las armas.[cita requerida]
En junio de 1961 el IX Congreso del Partido Comunista, se aprobó la tesis de combinar todas las formas de lucha, como muestra de apoyo a las autodefensas comunistas.
Aunque eran todavía mayormente defensivas, desde el gobierno se les consideró una amenaza al ser consideradas unas "repúblicas independientes", en especial tras las declaraciones del entonces senador conservador Álvaro Gómez, el 25 de octubre de 1961 donde no tenía influencia la autoridad y la legalidad centralista que se pretendía restaurar. 
En enero de 1962, combates enfrentaron a las Autodefensas Campesinas de Marulanda con el Ejército Nacional en Marquetalia, sur del Tolima.

#### Gobierno de Guillermo León Valencia y fundación de las FARC-EP
En el gobierno de Guillermo León Valencia (1962-1966), el 26 de septiembre de 1963, tropas del Batallón Caicedo sorprenden en el cañón de la Troja, en Natagaima (Tolima) a fuerzas de las autodefensas y dan de baja a 16 de sus integrantes. El 2 de diciembre de 1963, Marulanda secuestró al juez superior de Marquetalia.
El 29 de diciembre es emboscada entre Planadas y Gaitania a una columna de abastecimiento del Ejército Nacional (5 soldados muertos). En marzo de 1964 derriban un avión de Aerotaxi. Cuando dos militares tratan de rescatar los cadáveres, son asesinados.
Antes de la Operación Soberanía, Marulanda le escribió junto a otros campesinos una carta al presidente Valencia.
Entre mayo y junio de 1964 se tomó la decisión, de parte del gobierno, de acabar definitivamente con esos reductos autónomos por la fuerza e imponer el dominio estatal, para la cual se preparó la "Operación Soberanía" contra la República de Marquetalia, donde estaba Manuel Marulanda. Esta acción del Ejército Nacional dispersó los asentamientos, obligando entonces a Manuel Marulanda y a otros campesinos partícipes de estas milicias, además de una docena de hombres a internarse en las montañas. 
El 20 de mayo de 1964 durante el desarrollo de la Operación Soberanía, Manuel Marulanda y aproximadamente 300 personas envían una carta al presidente Valencia, exigiendo el retiro de las tropas de Marquetalia y pidiendo la construcción de vías, centros de salud y escuelas, devolución de bienes y juicios públicos a los militares. La carta nunca fue respuesta, así como no fue posible la mediación de Camilo Torres Restrepo, Orlando Fals Borda entre otros para detener los combates.
Poco después, estos sobrevivientes (46 campesinos y 2 campesinas) conocidos como 'los marquetalianos' se organizarían bajo la dirección de Marulanda y de miembros del Partido Comunista para crear una fuerza subversiva conocida como el Bloque Sur y que en 1966 toma el nombre de FARC (Fuerzas Armadas Revolucionarias de Colombia).
El 17 de marzo de 1965, Marulanda y Jacobo Arenas lideraron la toma guerrillera de Inzá (Cauca) que dejó 16 muertos.
En 1966 el Bloque Sur de Manuel Marulanda y Jacobo Arenas pasa a ser las Fuerzas Armadas Revolucionarias de Colombia tras la Segunda Conferencia Guerrillera de mayo de 1966. 

#### Gobierno de Carlos Lleras Restrepo
El 19 de agosto de 1966, las FARC realizan la Emboscada de El Carmen en el Cañón de San Miguel en Neiva (Huila): 15 muertos.
Las FARC realizan su Tercera Conferencia entre 14 y el 22 de abril de 1969 en el río Guayabero(Meta) donde acordaron crear un frente en el Magdalena Medio. 

#### Gobierno de Misael Pastrana
Entre el 20 y el 29 de abril de 1971, las FARC realizan la Cuarta Conferencia Guerrillera en la región de El Pato, sur del Huila. Acordando la creación del Frente 5 en Urabá.

#### Presuntas muertes en 1964 y 1970
En 1964 el gobierno colombiano presumió que en los bombardeos de Marquetalia había muerto Marín y el resto de guerrilleros. Fue un rumor falso sobre su muerte acompañado de varios más, algunas veces caído en combate, enfermo por heridas gangrenadas y hasta víctima de hormigas venenosas.
Para el gobierno de Misael Pastrana (1970-1974) en noviembre de 1970 el periódico El Espacio publicó una serie de crónicas donde se decía que Marín se había enfrentado a tropas del Ejército Nacional que le causaron una herida mortal en el pecho.[cita requerida]
En diciembre de 1973, Tirofijo fue cercado por el Ejército Nacional en la región de La Sonora en Rioblanco (Tolima).
Este y otros relatos perdieron toda credibilidad cuando Marulanda saldría a la luz pública en varias entrevistas previamente a los diálogos de paz con el gobierno de Belisario Betancur (1982-1986).

### Conflicto armado entre 1974 y 1990

#### Gobierno de Alfonso López Michelsen
Las FARC realizan su quinta conferencia, entre septiembre 4 al 6 de 1974, en El Pato, en las estribaciones del Nevado del Huila. Creando el Secretariado de las FARC-EP conformado por Manuel Marulanda Vélez, Jacobo Arenas, Martín Villa, Asnardio Betancourt Balín, Néstor Arenas Tigre Mono y Rigoberto Lozada Joselo. Entre el 18 y el 25 de enero de 1976, realizan la sexta conferencia en el río Duda, cerca a la Sierra de la Macarena (Meta), afianzando su crecimiento militar y político.

#### Gobierno de Julio César Turbay
Las FARC celebraron su Sexta conferencia en 1978 y su Séptima conferencia entre el 4 y 14 de mayo de 1982 en Guayabero (Meta) agregando la sigla EP (Ejército del Pueblo) al nombre de las FARC, desde entonces FARC-EP. Tras un rechazo inicial al narcotráfico, los frentes de las FARC-EP terminarían cobrando 'vacunas' o extorsiones y “gramaje” a los capos, cultivadores y raspachines. 

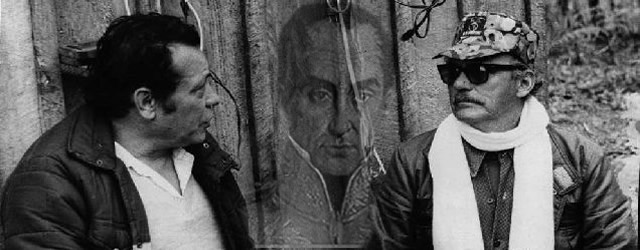
Manuel Marulanda y Jacobo Arenas en el decenio de 1980.

#### Gobierno de Belisario Betancur y Acuerdos de la Uribe
Para 1982 las FARC toman el nombre de FARC-EP (añadiendo la sigla EP o Ejército del Pueblo a su nombre), tomando nuevos objetivos militares y políticos. En 1982, el recién electo presidente Belisario Betancur lanza su proyecto de alcanzar una paz sin la vía militar, invita a las FARC-EP, al M-19, entre otros grupos para iniciar los diálogos de paz.
Los primeros contactos de diálogo fueron el  30 de enero de 1983, entre Manuel Marulanda, Jacobo Arenas, Alfonso Cano y Jaime Guaracas por las FARC-EP y la comisión de paz por el Gobierno, durante 19 meses.
Marín acepta reunirse con la Comisión de Paz y acuerda un lugar en el municipio de La Uribe, Meta, el sitio de negociación. Tras varios meses de diálogo las FARC-EP y el gobierno firman los Acuerdos de La Uribe.

"Refrendamos con nuestras firmas la Política de Cese al fuego, tregua y paz adelantada por el secretariado y ordenamos a todo el movimiento cesar el fuego con el adversario el día 24 de mayo de 1984 a las 00:00 para dar comienzo a un periodo de prueba y tregua de un año...
Manuel Marulanda. Lectura de los acuerdos de tregua y paz en Casa Verde, La Uribe la noche del 23 de mayo de 1984

De estos acuerdos nace la Unión Patriótica, partido y movimiento político formado no solo por miembros de la guerrilla sino por organizaciones sindicales, de los derechos humanos, etc. Marulanda no estaba muy involucrado en el asunto de la UP pero junto con Jacobo Arenas mantenía su posición de comandante de las FARC-EP, criticaba el exterminio de los militantes de la UP, pedía desmantelar el paramilitarismo en Colombia. Se recuerda una famosa frase que dijo al Comisionado de Paz John Agudelo Ríos:

- John Agudelo Ríos: Don Manuel, ¿que pasará si concretamos la paz?

- Manuel Marulanda Vélez: Me regreso a trabajar en Génova (Quindío) en la finca donde viví de niño, si es que todavía existe.

En 1985 como parte de los acuerdos de La Uribe y las FARC-EP junto a otros grupos políticos del país se creó la Unión Patriótica, la cual fue víctima de un genocidio político o guerra sucia contra las agrupaciones de izquierda.

#### Gobierno de Virgilio Barco
Las FARC-EP frente al exterminio de la Unión Patriótica, reactivaron su aparato militar en crecimiento durante el fallido proceso de paz.
En 1987 junto a las otras guerrillas que combatían al gobierno colombiano (ELN, EPL, M-19, PRT, MAQL) se crea la Coordinadora Guerrillera Simón Bolívar.

### Conflicto armado entre 1990 y 2002

#### Gobierno de César Gaviria
Las FARC-EP quedan bajo el mando único de Manuel Marulanda tras la muerte de Jacobo Arenas el 10 de agosto de 1990 El Ejército Nacional, el 9 de diciembre de 1990, por orden del gobierno de César Gaviria (1990-1994) ataca Casa Verde, sede del secretariado de las FARC-EP, el cual logra huir del ataque.
Después de la toma de Casa Verde, las FARC-EP se reúnen con una nueva Comisión de paz luego de la toma de la Embajada de Venezuela por parte de la guerrilla. Las partes se reúnen primero en Cravo Norte, Arauca para luego trasladarse a Caracas, Venezuela, pero tras el Golpe de Estado de febrero de 1992 en Venezuela los diálogos se trasladan a Tlaxcala, México y teniendo a Alfonso Cano como negociador. No obstante, los diálogos se rompen por causa del secuestro y muerte del exministro Argelino Durán Quintero a manos del EPL.
En abril de 1993, las FARC-EP celebraron su Octava Conferencia: reajustaron su Plan Estratégico, creando 5 Bloques: el Bloque Oriental (Víctor Julio Suárez “Mono Jojoy”) en Meta, Guaviare, Cundinamarca, Casanare, Arauca, Vichada, Guainía y Vaupés; el Bloque Sur (Luis Edgar Devia “Raúl Reyes”) en Nariño, Caquetá, Putumayo, Cauca y Huila; el Bloque Magdalena Medio (Rodrigo Londoño Echeverri “Timochenko”) en Santander, Norte de Santander, Bolívar, parte de Antioquia y Boyacá; el Bloque Caribe en Sucre, Bolívar, Magdalena, Atlántico, La Guajira y Cesar; el Bloque Noroccidental (Luciano Marín Arango “Iván Márquez”) en Antioquia, Córdoba, Chocó y el Eje Cafetero; el Bloque Central en Tolima, Huila, Quindío; y el Bloque Occidental (Guillermo León Sáenz “Alfonso Cano”) en Valle del Cauca, Cauca y Nariño.Se formuló la “plataforma para un gobierno de reconstrucción y reconciliación nacional”, en donde se precisaba su nuevo modelo de Estado. Proponían la realización de profundas reformas a las instituciones y a la justicia, la implementación de mecanismos de control popular, la transformación de las FF.MM, la nacionalización de los sectores estratégicos, la asignación de un 50% del presupuesto a gastos sociales y de otro 10% a la investigación científica.

#### Gobierno de Ernesto Samper
Durante el gobierno de Ernesto Samper (1994-1998), no se realizaron negociaciones de paz, hacia 1995, una cadena radial informó que Marulanda había muerto y que el fallecimiento lo había confirmado el miembro del secretariado de las FARC-EP Iván Márquez a la misma emisora. Sin embargo, todo resultó falso. Las FARC-EP alcanzan entre finales de los años 90 e inicios del 2000 su mayor poder militar. Fortalecidas por el narcotráfico y el secuestro, ejecutaron planes militares y de terrorismo en Colombia, como estrategia contrainsurgente se fortaleció el paramilitarismo. En 1997 la Agencia de Inteligencia de Defensa de Estados Unidos, había diagnosticado con el estado de precariedad del Ejército Nacional que la subversión estaba en condiciones de derrotarlo militarmente.

#### Gobierno de Andrés Pastrana y negociaciones de paz
Marulanda se reunió con el entonces candidato a la presidencia de Colombia, Andrés Pastrana y acordaron reunirse una vez esté fuera presidente de Colombia para iniciar un proceso de paz. En noviembre de 1998, las FARC-EP y el Gobierno, en reunión entre Marín y Pastrana, acordaron una zona desmilitarizada en Caquetá. Después de la Toma a Mitú, se acuerda la Zona de Distensión donde se presenta el episodio de la "silla vacía", donde Marulanda debía sentarse a representar el inicio de los diálogos de paz con Pastrana. Marulanda no asistió argumentando que iban a atentar contra su vida y que la seguridad no estaba garantizada, una excusa que nunca llegó a creerse por el gobierno y la opinión pública. Según Pastrana, Marulanda no asistió porque de haberse sentado Marulanda, los colombianos creerían que la guerrilla firmó la paz mientras que los subversivos de las FARC-EP creerían que su líder se entregó al Estado Colombiano y eso le traería problemas posteriormente.
Aun así continuaron los diálogos de paz sin haber un cese al fuego, el gobierno de Andrés Pastrana (1998-2002) implementó el Plan Colombia para acabar con los cultivos ilícitos, el plan fue duramente criticado por las FARC-EP, ONGs, organizaciones internacionales y gobiernos vecinos, mientras que la guerrilla pone en marcha secuestros en masa (llamados coloquialmente por la guerrilla como 'pescas milagrosas'), minas antipersona, tomas de poblaciones, carros bomba, emboscadas, ataques y combates con la Fuerza Pública. Pastrana decide poner fin a la zona de distensión y al Proceso de paz:

“...por eso he tomado la determinación de no continuar el Proceso de paz con las FARC...Manuel Marulanda, yo le di mi palabra y la cumplí, siempre la cumplí, pero usted me ha asaltado en mi buena fe y no solo a mi sino a todo el pueblo colombiano...Decretamos una zona para sostener las negociaciones, cumplimos con la promesa de despejarla de las Fuerzas Armadas y ud. la ha convertido en una guarida de secuestradores, en un laboratorio de drogas ilícitas, en un depósito de armas, dinamita y carros robados...He decidido poner fin a la zona de distensión a partir de la 00:00 AM (mirando su reloj) de hoy...”
Andrés Pastrana. Alocución Presidencial febrero 20 de 2002

### Gobierno de Álvaro Uribe y Presunta muerte en 2004
Durante el gobierno de Álvaro Uribe (2002-2010) se incrementaron las confrontaciones en especial con el Plan Patriota, debilitando a las FARC-EP y con escándalos conocidos como los Falsos Positivos.
En febrero de 2004, la periodista Patricia Lara afirmó en la revista Diners que a Marín lo aquejaba un cáncer de páncreas y no le restaban más de seis meses de vida. La afirmación nunca fue desmentida. Sin embargo, las autoridades encontraron en el computador de Raúl Reyes decenas de comunicaciones dirigidas y escritas por el comandante máximo, con lo que quedó claro que por lo menos hasta finales de 2007, Marín aún estaba vivo. En 2007, las FARC-EP realizan la Novena Conferencia Guerrillera, sería la última bajo el mando de Manuel Marulanda.

## Muerte
El 24 de enero de 2008, el diario brasileño Correio Brasiliense, citando documentos atribuidos a la Agencia Brasileña de Inteligencia (ABIM), señaló que Marín tenía cáncer y que había una disputa por liderazgo en las FARC-EP.
El 24 de mayo de 2008, la revista colombiana Semana publicó una entrevista con el ministro de Defensa de Colombia, Juan Manuel Santos en la que este mencionó que los organismos de inteligencia de Colombia presumían que Marín había muerto el 26 de marzo a las 18:30, al parecer por causas naturales o por un paro cardíaco. Dicha información fue confirmada el 25 de mayo en un vídeo, entregado al canal Telesur, donde aparece alias Timochenko o Timoleón Jiménez, que ratifica la muerte de Marín.
El 1 de febrero de 2009, una guerrillera desmovilizada de las FARC-EP, le entregó al Diario La Nación, de Neiva, las primeras fotos del guerrillero muerto. Luce un camuflado nuevo, con las manos cruzadas sobre el pecho y, según las palabras de "Anayibe", guerrillera desmovilizada "El desplazamiento fue tortuoso. El féretro improvisado estaba protegido por tres anillos de seguridad, integrado por 250 hombres. El ataúd fue desplazado en medio de una espesa selva que comunica al Guaviare con el Meta. El recorrido tardó dos semanas y se hizo en total silencio. Todos los miembros del Secretariado mantenían el secreto. La instrucción era ocultarlo hasta cuando se definiera la sucesión del mando."
Su pareja durante sus últimos años fue Griselda Lobo Silva alias 'Sandra Ramírez', y tuvo 13 hijos antes de su última relación.
Fue sucedido por Alfonso Cano en la comandancia de las FARC-EP.

## Crímenes de las FARC-EP en cabeza de Marulanda
Cuando Marulanda era dirigente de las FARC-EP, se le atribuyen crímenes, varios de ellos condenados por la comunidad internacional. Marulanda tenía 150 órdenes de captura en Colombia y 21 a nivel internacional,. por concierto para delinquir, terrorismo, secuestro, rebelión, homicidio con fines terroristas, daños públicos, hurto y lesiones personales. Algunos de los crímenes fueron:
- Asesinato de Álvaro Gómez Hurtado, Bogotá (1995). El crimen está en investigación preliminar. Autoría reconocida por las FARC-EP en 2020.[83]
- Ataque contra el Club El Nogal de Bogotá, 36 muertos y 158 heridos:[84]
- Atentado en Bogotá: 4 policías y 2 civiles (una menor) muertos (2002).[85]
- Secuestro y muerte del exministro de defensa, Gilberto Echeverri Mejía, el exgobernador de Antioquia, Guillermo Gaviria Correa y de ocho militares (2003).[86]

Según el Departamento de Estado de los Estados Unidos, fue la persona que tomó la decisión de involucrar a las FARC-EP con el narcotráfico y quien ayudó a su expansión controlando la producción y distribución de cocaína hacia los Estados Unidos. Además creó un impuesto sobre la cocaína para financiar la guerra.

## Críticas y polémicas
Las FARC-EP que Marulanda dirigía cometieron abusos contra otros combatientes y contra la población civil a lo largo de la guerra. Organizaciones no gubernamentales calculan que su responsabilidad correspondería a alrededor del 20 por ciento (de 15 a 25 según los diferentes momentos) de los asesinatos políticos anuales en el conflicto.[cita requerida] A las FARC-EP también se las considera responsables de un alto número de detenciones de guerra, de reclutamientos de menores, de la colocación de minas antipersonales y de actos de terrorismo.
Las FARC-EP estuvieron en la lista de organizaciones consideradas como terroristas por el Departamento de Estado de los Estados Unidos (hasta 2021) y en su equivalente dentro de la Unión Europea (hasta 2017). Las Naciones Unidas condenaron varias de sus acciones como crímenes de guerra.[cita requerida]
Por todos estos hechos, en el 2001 Human Rights Watch le solicitó a Manuel Marulanda que tomase decisiones para corregir los abusos de sus hombres, pero el Comandante de las FARC-EP no respondió directamente a dichas comunicaciones. Human Rights Watch considera que sus críticas fueron ignoradas o desviadas: "El Comandante Marulanda no ha respondido ni a una sola de las preocupaciones que planteamos. En lugar de tomarse en serio nuestras críticas, ha emitido una arenga que desvía la atención de los problemas reales".
Otros voceros de las FARC-EP respondieron que consideran que dichas organizaciones no los juzgaron correctamente y que la guerrilla como tal no estaría sujeta a la ley humanitaria internacional que uno de sus comandantes consideró como "un concepto burgués". Ante dicha respuesta, los críticos de las FARC-EP en el área de los derechos humanos han contestado que la ley humanitaria internacional sí afecta legalmente a esa guerrilla y más aún si esta se considera parte beligerante en el conflicto.
Ha sido una figura controvertida y polémica en Colombia.  Como homenaje fue colocada una estatua en Caracas (Venezuela) que fue declarada como indigna por el gobierno de Álvaro Uribe, la cual fue derribada por Leopoldo López en 2013. Otra estatua fue ubicada en la frontera colombo-venezolana que también fue calificada de "afrenta" por el gobierno colombiano.
Desde entonces ha recibido homenajes por las antiguas FARC-EP y el partido político Comunes, lo cual ha despertado un debate donde unos recuerdan su memoria como un líder de la resistencia mientras otros lo tildan de terrorista.  Supuestamente se publicó un libro de circulación clandestina denominado Cartas y documentos de Manuel Marulanda Vélez (1993-1998) Ha sido homenajeado por algunas disidencias de las FARC-EP, y organizaciones como el PCdeC-ML, el Partido Comunista de Ecuador - Sol Rojo el MIR chileno o los Grupos de Combatientes Populares han conmemorado a Marulanda. Además le fue otorgada en 1999 la Orden Augusto César Sandino.

## Filmografía
- Río Chiquito - Jean Pierre Sergent (1965)
- 50 años en el monte - Yves Billon (1999)

## Menciones
Durante su alocución en la Asamblea General de la Organización de las Naciones Unidas, el 11 de diciembre de 1964, el comandante Ernesto "Che" Guevara representante de Cuba, se refirió a Marulanda en su contrarréplica al representante diplomático de Colombia:
¿No recuerda el señor representante de Colombia que en Marquetalia hay fuerzas a las cuales los 11 propios periódicos colombianos han llamado "La República Independiente de Marquetalia" y a uno de cuyos dirigentes se le ha puesto el apodo de Tirofijo para tratar de convertirlo en un vulgar bandolero?

Ernesto "Che" Guevara. Discurso en la ONU, 11 de diciembre de 1964.
También fue reconocido por el presidente de Cuba, Fidel Castro:
“Consideré y considero que Marulanda fue uno de los más destacados Guerrilleros colombianos y latinoamericanos. Cuando muchos nombres de políticos mediocres sean olvidados, el de Marulanda será reconocido como uno de los más dignos y firmes luchadores por el bienestar de los campesinos, los trabajadores y los pobres de América Latina”.

Fidel Castro Ruz
A pesar de lo cual Castro también manifestaría diferencias en las concepciones militares de Marulanda.
- Fue interpretado por Iván Rodríguez en la serie Tres Caines como Comandante Punto fijo.
- Mencionado en El Barcino de Jorge Villamil.
- Mencionado en El corrido del guerrillero y el paraco de Uriel Henao.
- Mencionado en 12 de octubre Día de la Vergüenza de Nega.
- Mencionado en varias canciones de Julián Conrado.
- Fue mencionado, en él manga y anime, Black Lagoon, tercera temporada, Ova 4 y 5.